# زنان خوب
زنان خوب (فرانسوی: Les Bonnes Femmes‎) فیلمی درام به کارگردانی کلود شابرول است که در سال ۱۹۶۰ منتشر شد.

## بازیگران
- برنادت لافون
- استفان اودران
- آلبر دینان
- اوه نینچی
- کلود بری
- کلود شابرول
- دومینیک زاردی
- گابریل گوبن
- لوسیل سن‌سیمون
- پیر برتن
- لاسلو سابو